# Нуоро
Нуо́ро (итал. Nuoro МФА: [ˈnu.oɾo]о файле, сард. Nùgoro [ˈnuɣoɾo]) — коммуна в Италии, в регионе Сардиния, в провинции Нуоро.
Население составляет 36 458 человек (2008 г.), плотность населения — 190 чел./км². Занимает площадь 192 км². Почтовый индекс — 08100. Телефонный код — 0784.
Покровительницей коммуны почитается Пресвятая Богородица (Дева Мария Снежная), празднование 5 августа.

## Демография
Динамика населения:

## Известные уроженцы
- Сиригу, Сальваторе (р. 1987), итальянский футболист, вратарь, чемпион Европы 2020 года